# Lacul Herăstrău
Lacul Herăstrău este un lac antropic, situat în nordul orașului București, amenajat pe râul Colentina, în zona unde  acesta traversează intravilanul orașului, între Lacul Băneasa în amonte și Lacul Floreasca în aval.
Lungimea malurilor lacului Herăstrău este de 7.400 m, iar a insulelor de pe lac de 1.600 m. Nivelul normal de retenție (NNR) este de 79,50 m, suprafața la NNR este de 77 ha, lungimea este de 3,50 km iar volumul de apă de cca. 1,5 milioane mc. Lacul este înconjurat de Parcul Regele Mihai I al României.

## Etimologie
Denumirea lacului Herăstrău vine de la forma populară a denumirii ferăstrăului; lângă heleșteul cumpărat de Șerban-Vodă Cantacuzino se afla un ferăstrău de tăiat lemne (gater) pus în mișcare de apele râului Colentina. El s-a dovedit rentabil pentru moșie în fasonarea lemnului pentru construcțiile din Capitală.

## Istoric
Lacul a fost amenajat prin asanarea, între anii 1930 - 1935, a unei zone mlăștinoase aflată pe atunci la marginea orașului.
Arhitectul acestei schimbări a fost Nicolae Caranfil, cel care a electrificat Bucureștiul și i-a dezvoltat rețeaua de apă și canalizare, și care a proiectat sistematizarea bălților din jurul Capitalei – Băneasa, Herăstrău, Tei și Floreasca, transformându-le într-o minunată salbă de lacuri.

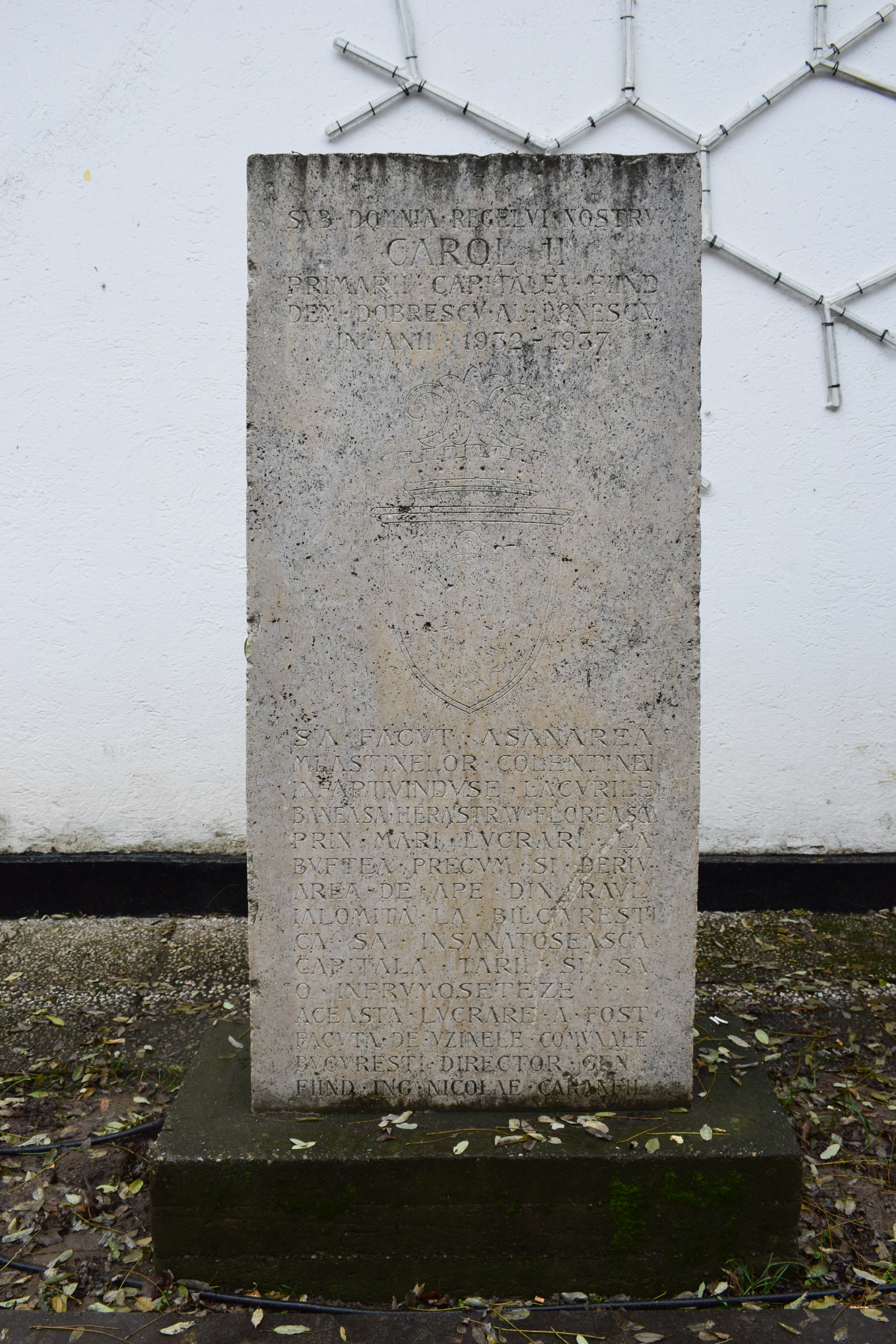
Placa memorială de la Muzeul Satului, care amintește de crearea Parcului Herăstrău, sub domnia MS Regelui Carol al II-lea.

La intrarea în Muzeul Satului din București, o placă memorială amintește de marile lucrări hidrotehnice care s-au făcut, sub domnia Majestății Sale Regelui Carol al II-lea al României,  pentru crearea Parcului Herăstrău și a întregii zone verzi din nordul Capitalei, în anii 1932-1937, sub conducerea inginerului Nicolae Caranfil. Textul spune: „Sub domnia Regelui nostru Carol II, Primarii Capitalei fiind Dem Dobrescu, Al. Donescu, în anii 1932-1937 s’a făcut asanarea mlaștinelor Colentinei, înfăptuindu-se lacurile Băneasa, Herăstrău, Floreasca, prin mari lucrări la Buftea, precum și derivarea de ape din râul Ialomița la Bilciurești, ca să însănătoșească Capitala Țării și să o înfrumosețeze. Această lucrare a fost făcută de Uzinele Comunale București, Director Gen. fiind ing. Nicolae Caranfil.”
Lacul are o suprafață de 74 hectare. Lacul este alimentat și face parte din râul Colentina. Este folosit pentru sport și pentru agrement. 
Malurile lacului sunt îndiguite pentru prevenirea inundațiilor. Înălțimea redusă a acestor diguri este contrabalansată de suprafața mare a lacului, asigurându-se, la nevoie, retenția unui volum mare de apă. 
Lacul Herăstrau are o suprafață de circa 74 ha, iar aleea ce înconjoara lacul are o lungime de 5,92 km. Lacul are un volum de 2.300.000 m³ de apă, un debit vehiculat de 2,5 m/s, o lungime de 2,8 km, lățimea între 50 - 1000 m și o adâncime de 1 la 5 m.
În perioada comunistă, pe malul lacul lacului funcționau 32 de baze sportive ale cluburilor, asociațiilor și școlilor sportive bucureștene.
În perioada de după 1989, majoritatea bazelor nautice ale cluburilor sportive existente pe suprafața terenului au fost rase de la sol și înlocuite cu restaurante și vile de lux.

## Calitatea apei
În urma analizelor apei efectuate de Administrația Națională Apele Române (A.N.A.R.) și a Administrația Lacuri, Parcuri și Agrement București (A.L.P.A.B.), s-au constatat următoarele:

În lacul Herăstrău pH-ul nu depășește limitele maxime admise și nici amoniul sau nitrații, însă nitriții depășesc izolat limita de 0,3 mg/l, ajungând la 0,42 mg/l. Metalele grele depășesc și ele limitele maxime admise, cadmiul ajunge la valoarea maximă de 67,5, cuprul la valoarea de 1050 μg/l, iar plumbul la valoarea de 146 μg/l, zincul însă nu depășește limitele maxime admise. Fosforul ajunge la valoarea maximă de 9,11 mg/l, depășind limita maximă admisă de 1,2 mg/l. Este semnalată prezența germenilor patogeni precum streptococi fecali, bacterii coliforme fecale și E. coli.

## Ecluza

Ecluza de legătură între Lacul Herăstrău și Lacul Floreasca

Ecluza Lacului Herăstrău a fost construită în perioada 1933-1936, în locul în care existase un baraj vechi, care deservea o moară.
Ecluza este amplasată pe malul stâng al Lacului Herăstrău și face legătura cu Lacul Floreasca. Alături de funcția de agrement, permițând călătoria cu vaporașul din lacul Herăstrău în lacul Floreasca și înapoi, ecluza va îndeplini și funcția de golire suplimentară a Lacului Herăstrău către Lacul Floreasca, atunci când ploile abundente ar duce la creșterea excesivă a nivelului apei și ar pune în pericol o zonă din București.

### Ecluza inițială
Proiectul ecluzei inițiale aparține inginerului Dorin Pavel. Scopul secundar al proiectului, pe lângă plimbarea cu vaporașe de pe un lac pe altul, era ca ecluza să servească drept model, redus la scară, pentru viitoarele ecluze de pe canalul București-Oltenița, care era în fază de proiectare înainte de al Doilea Război Mondial. Inaugurarea ecluzei și a barajului s-a făcut în cursul “lunii Bucureștilor”, în primul vaporaș care a trecut prin ecluză aflându-se și regele Carol al II-lea al României.
După ce ecluza Herăstrău a fost dată în folosință în anul 1940, aceasta a funcționat o perioadă scurtă de timp, pentru plimbări de agrement cu ambarcațiuni mici. Nefiind întreținută, cu timpul, funcțiunea de ecluză a fost abandonată, fiind transformată în descărcător suplimentar pentru perioadele de ape mari.

### Ecluza reabilitată
După 70 de ani de la construire, 50 de ani de nefuncționare și mai bine de un an de lucrări de reabilitare, ecluza a fost repusă în funcțiune în luna septembrie 2007, redându-i-se forma și aspectul inițial, precum și funcțiunea pentru care a fost creată, fiind însă modernizate mecanismele de acționare a echipamentelor hidromecanice, atât electric cât și manual. După reabilitare, ecluza își menține și rolul secundar de descărcător suplimentar în perioadele de ape mari.
După ce se traversează lacul Herăstrău, vaporașul intră în ecluză, se închid porțile din amonte, apa scade cu patru metri până ajunge la nivelul lacului Floreasca, după care porțile din aval se deschid și ambarcațiunea își continuă cursa până la podul Floreasca.

### Caracteristicile ecluzei reabilitate
Dimensiunile utile ale ecluzei sunt:
- Lungimea: 19,40 m
- Lățimea: 4,40 m.

Având aceste dimensiuni, prin Ecluza Herăstrău pot tranzita, în prezent, vase cu următoarele dimensiuni maxime:
- lungimea: 17,00 m;
- lățimea: 4,00 m;
- pescajul gol: 0,95 m;
- deplasamentul: 32 tone[15]

La trecerea prin ecluză, ambarcațiunile așteaptă 12 minute ca apa să se golească, respectiv să revină la nivelul normal. Tranzitul din Lacul Herăstrău în Lacul Floreasca se face în doar 28 de minute, timp care include și etapa de ecluzare (coborârea și ridicarea vaporului între cele două lacuri).

### Muzeul ecluzei

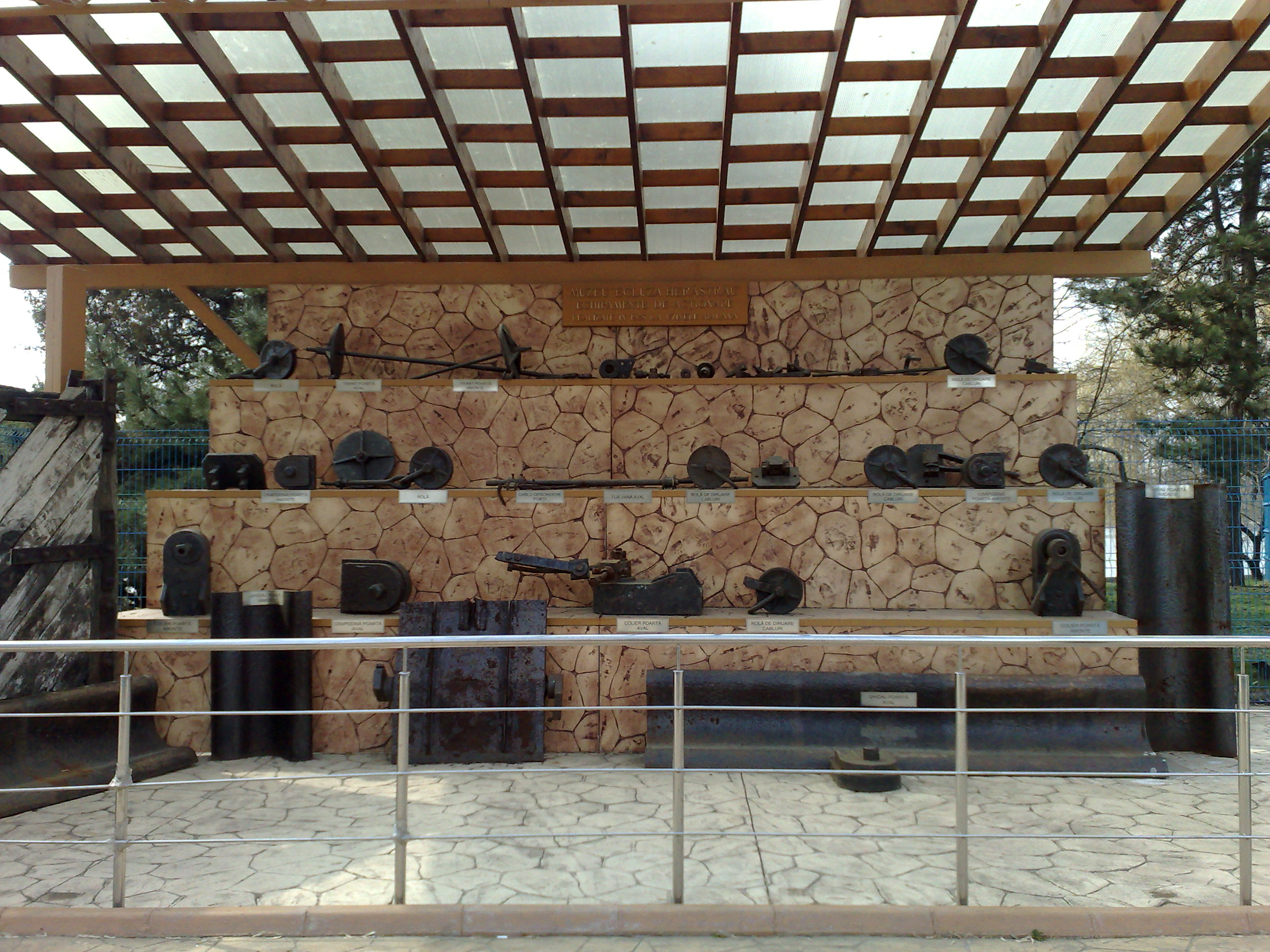
Muzeul ecluzei

Lângă ecluză a fost amenajat Muzeul Ecluzei, care expune câteva piese care au făcut parte din primul sistem de ecluzare care a existat în București, inclusiv una din porțile de lemn care închidea ecluza.

## Parcul Herăstrău
Pe malurile lacului s-a dezvoltat Parcul Herăstrău acesta ocupând o suprafață de circa 110 ha.
În timpul migrațiilor de primăvară și toamnă, zona joacă un rol deosebit de important pentru o serie de specii de păsări rare.

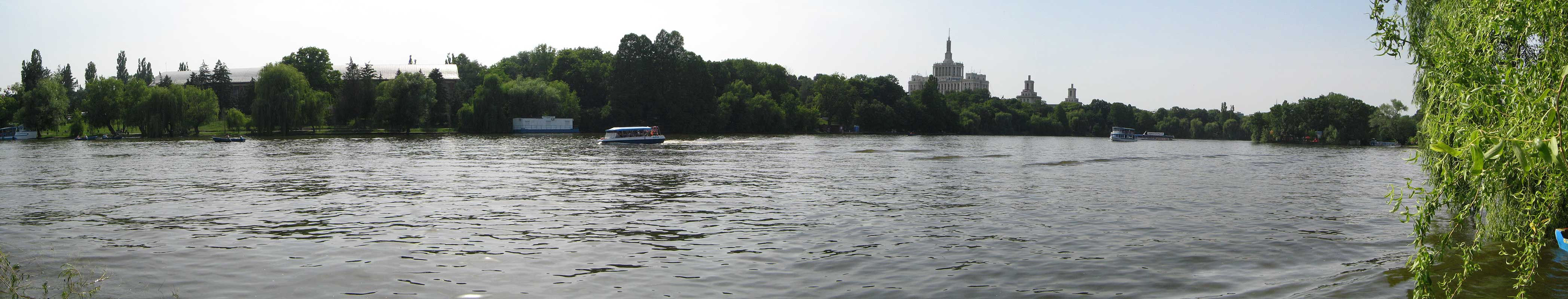
Lacul Herăstrău - panoramă